# Fogyatékosság
A fogyatékosság hosszan tartó fizikai, értelmi, pszichoszociális vagy érzékszervi károsodás, amely számos egyéb akadállyal együtt korlátozhatja egy adott személy teljes, hatékony és másokkal egyenlő társadalmi szerepvállalását. A fogyatékosság változó fogalom, bárki bármikor fogyatékossá válhat. A fogyatékosság nem zárja ki az egészséget: nem betegség, hanem állapot, ami a fogyatékossággal élő személyek és az attitűdbeli, illetve a környezeti akadályok kölcsönhatásának következményéből adódik. Ezen akadályok gátolják a fogyatékos személyt a társadalomban való teljes és hatékony, másokkal azonos alapon történő részvételben.

## Története
Az ősközösségekben mindenki olyan munkát végzett, amire képes volt. A közösség támogatta azokat a tagjait is, akik már nem tudták segíteni társaikat.
A történelem során, aki el tudta látni a munkáját, vagy ki tudott tanulni valamit, az végezte a feladatát. Jan Žižka vakon is elvezette csapatait, Kinizsi Pál némán és fél oldalára lebénulva is kilovagolt a törökre. Mindazonáltal a hátrányos megkülönböztetések gyakoriak voltak, például az ókori Rómában a siketek csak végrendeleti úton örökölhettek. Könnyebben sodródtak a társadalom peremére. Beilleszkedésük az ép emberek közé valójában nem oldódott meg.
Az igazságos világba vetett hit miatt a többség bűnösebbnek vélte fogyatékos embertársait, mint az épeket. Különben ártatlanul szenvednének, ami nyugtalanítólag hat a lelkivilágra, mivel elveszi azt a hamis biztonságérzetet, hogy ez vele nem történhet meg, mivel mindenki jónak látja magát. Ez a hiedelem még ma is tartja magát, különösen a harmadik világban. A középkorban gyakran büntettek csonkítással, ez tovább erősítette az előítéleteket, habár a legtöbb fogyatékos személy háborúban szerezte sebesüléseit. A ma a fogyatékosság szinonímiájaként használt fogyaték katonai műszó volt, a készletek megfogyatkozását jelölte.
Egyes rabszolgáknál büntetésből, vagy más okból okoztak fogyatékosságot. Az ókorban a vak szolgákat például szárazmalomban dolgoztatták. A középkorban és a kora újkorban a török szultán belső szolgáinak egy csoportját kisgyermekként megsiketített eunuchok alkották, olyannyira, hogy a palotában külön jelnyelv is kialakult. Voltak helyek, ahol hasonló célra némákat alkalmaztak, hogy a titkok ki ne tudódjanak.
Az 1600-as évektől a franciaországi Salpêtrière kórház megnyitásával kezdődött intézményekbe való elzárásuk a korszak más, deviánsnak tartott csoportjaival együtt. A fogyatékos emberek egy jelentős része Magyarországon a mai napig intézetekben él elzárva, ahol nem dönthetnek az életüket érintő kérdésekről, kiszolgáltatottá válnak. Emellett a tömegintézményekben élők az erőszak számtalan formájának lehetnek áldozatai (fizikai, verbális, nemi, kényszerintézkedések stb.). Az intézményi élet amellett, hogy semmi nem indokolja a fizikai elzárást, ellehetetleníti a fogyatékos emberek társadalmi integrációját. A nagy intézményi lét bármilyen formája sérti az emberi jogokat és nemzetközi jogi normákba ütközik, ezért mielőbbi bezárásuk feltétlenül szükséges a fogyatékos emberek életkörülményeinek javulása érdekében.

## Modelljei
A fogyatékosság társadalmi megítélésében körülbelül a reneszánsztól kortól kezdve hosszú időn át az úgynevezett medikai modell játszott szerepet. Ez az elmélet a fogyatékosságot az egyén hibájaként tünteti fel, a fogyatékos személyt a fizikai, érzékszervi, értelmi vagy pszichoszociális képesség hiánya alapján definiálja. A diskurzus középpontjában a fogyatékos emberek meggyógyítása, megjavítása áll. A modell azt eredményezte, hogy a fogyatékosokról sokan úgy gondolkodnak, mint sajnálatra és irgalmas támogatásra szoruló szerencsétlenekről. A fogyatékos emberek elzárásának egyik következménye, hogy az átlagemberek viszonylag keveset találkoznak fogyatékosokkal, így rengeteg előítélet él a fejekben, sokan irtóznak tőlük, illetve kigúnyolják vagy kerülik őket. Azokat a fogyatékos személyeket, akik nem kerülnek intézetbe, a közösség sokszor gyerekként, döntéshozatalra alkalmatlan felnőttként tartja számon.
Az 1970-es évektől, az Egyesült Királyságban a fogyatékos emberek mozgalma megalapította az úgynevezett szociális modellt, és ezáltal elindulhatott a fogyatékosok megítélésében egy fontos paradigmaváltás. A többség alapvetően úgy gondolja, hogy alkalmazkodojon hozzá a kisebbség, ám ez a fogyatékosok esetén állapotukból fakadóan nehezebb, mint ha az ép többség alkalmazkodna a fogyatékos kisebbséghez. A szociális modell azt vallja, hogy a fogyatékosság nem a fizikai vagy értelmi képességek hiányából adódik, hanem azoknak a környezeti és szociális akadályoknak a következménye, amik megakadályozzák a fogyatékosok társadalmi részvételét. A cél tehát nem a fogyatékos emberek meggyógyítása, hanem a társadalomban lévő akadályok elbontása, a tradicionálisan kirekesztő struktúrák megváltoztatása. Ezért bír különös jelentőséggel az akadálymentesítés, ami nem szűkítendő le az épületek fizikai akadálymentesítésére (például rámpák), hanem az egész környezetre vonatkoznak, beleértve a közhivatali ügyintézést (Braille-nyomtatványok, könnyen érthető kiadványok), a technológiai fejlesztéseket (képaláírás a médiában, hangosan beszélő bankautomaták).
A szociális modell óriási hatást gyakorolt a fogyatékosokról való gondolkozásra és idővel hozzájárult ahhoz, hogy a fogyatékosságot emberi jogi kérdésként tartsuk számon. Ez azt jelenti, hogy a társadalom elismeri, hogy a fogyatékos emberek egyenlőek bárki mással, ugyanazok a jogok és kötelességek kell, hogy vonatkozzanak rájuk, mint a társadalom többi tagjára. Az ENSZ Közgyűlése 2006. december 13-án elfogadta a Fogyatékossággal élő személyek Jogairól Szóló Egyezményt és annak Fakultatív Jegyzőkönyvét, amit Magyarország aláírt, és 2007. március 30-án ratifikálta is.

## Típusai
- Mozgássérültség
- Látássérültség
  - Gyengénlátás
  - Vakság
- Hallássérültség
  - Nagyothallás
  - Siketség
- Értelmi fogyatékosság
- Beszédfogyatékosság
  - Dadogás
  - Dizartria
  - Afázia
  - Némaság
- Autizmus
  - Asperger-szindróma
- Siketvakság
- Súlyosan-halmozottan fogyatékosság

Léteznek többszörös fogyatékosságok is. Ekkor egy embernél több fogyatékossági típus is előfordul. Ilyen például a siketvakság. Mivel ezek az egyszeres típusoktól nagymértékben különböző helyzetet idéznek elő, ezért külön típusokként kezelik ezeket a gyakorlatban.
Vannak olyan betegségek, amik (nagy valószínűséggel) fogyatékos állapotot idéznek elő. Például az achondroplasia egy súlyos csontrendszeri elváltozás, ami korlátozza a mozgást: az érintett személy nem tudja kinyújtani a végtagjait. Jellemző a kisnövés is. Gyakori a középfülgyulladás, ami nagyothallást okozhat. Az ilyen betegségeket sokszor nem betegségként, hanem külön fogyatékossági típusként osztályozzák.
A különböző típushoz tartozó fogyatékosok nem tekintik sorstársnak egymást, bár a látás- és hallássérültek rokonnak tartják e két típust. Az egyes típusok különböző kultúrák kialakulására vezettek, amik közül a siketkultúra a legismertebb.
Az érdekképviseletek fogyatékossági típusonként szerveződnek; a látássérültek érdekeit a Vakok és Gyengénlátók Országos Szövetsége (NVGYOSZ), a hallássérülteket a Siketek és Nagyothallók Országos Szövetsége (SINOSZ), az értelmi fogyatékosokat és segítőiket az Értelmi Fogyatékossággal Élők és Segítőik Országos Érdekvédelmi Szövetsége (ÉFOÉSZ), valamint az ÉTA Országos Szövetség, az autistákat az Autisták Országos Szövetsége és a Mozgáskorlátozottak Egyesületeinek Országos Szövetsége (MEOSZ) képviseli. Ezeket az érdekvédelmi szervezeteket Országos Fogyatékosügyi Tanács fogja össze. A beszédfogyatékosokat a Démoszthenész Beszédhibások és Segítőik Országos Érdekvédelmi Egyesülete képviseli. Ez a szervezet azonban nem tagja az Országos Fogyatékosügyi Tanácsnak.
Több országban a fogyatékosságot tágabb fogalomként értelmezik, így ott a pszichiátriai betegek és a krónikus betegek is annak számítanak. Nálunk ennek a fogalomnak leginkább a megváltozott munkaképességű kifejezés feleltethető meg.

## Szóhasználat
A sérültek.hu javaslata:
| Kerülendő kifejezés                                               | Ajánlott kifejezés | Jelentés, megjegyzés                                                                                       |
| ----------------------------------------------------------------- | --- | --- |
| beteg, nyomorék                                                   | fogyatékos, sérült, fogyatékossággal élő, segítségre szoruló                                                               | |
| fogyaték, fogyatékkal élő                                         | fogyatékosság, fogyatékossággal élő                                                                                        | |
| fogyatékos, sérült, mozgássérült, vak, süket önmagában, főnévként | fogyatékos, sérült, mozgásfogyatékos, látásfogyatékos, vak, siket, hallásfogyatékos melléknévként + ember, személy satöbbi | |
| rokkant, béna, argó: kripli (német: Krüppel = nyomorék)           | rokkant ember, bénult ember                                                                                                | a béna szó csak az argóban jelenti: ügyetlen, eredetileg és alapvetően mozgásában sérült (paresis, plegia) |
| kerekesszékbe kényszerült, tolókocsiba kényszerült                | kerekesszékes, tolókocsis                                                                                                  | |
| világtalan                                                        | vak (ember, személy, satöbbi)                                                                                              | a vakok világtól megfosztottként értelmezik a világtalan szót                                              |
| süket                                                             | siket, nem halló (ember)                                                                                                   | a siketek számára a süket szó azt jelenti: hülye                                                           |
| mutogatni, mutogatás                                              | jelelni, jelelés | a jelnyelv használata                                                                                      |
| jelbeszéd                                                         | jelnyelv | önálló nyelv                                                                                               |
| törpe, törpenövés                                                 | kisember, achondroplasiás                                                                                                  | |

A süket szónak az érintettek számára negatív konnotációja (felhangja, hangzása) van, lenéző, sértő, mint pl. a béna (mozgássérült), buzi, csíra, világtalan (vak) szavaink. Ilyen megfontolásból az elfogadás gesztusaként INKÁBB mondjuk, hogy: siket, látássérült, és jobb, hogy kerekesszék, (a tolószék helyett) vagy, értelmileg sérült, értelmileg akadályozott (a gyengeelméjű, szellemi fogyatékos helyett).
A fogyatékosügy szóhasználata nem mindig egyértelmű, mert az egyik csoport által szívesen vett és használt szavakat egy másik csoport elveti, mint sértő kifejezést. Sőt vannak, akik még magát a fogyatékos szót is elvetik, mert jelzőként értelmezik. Tipikus példa, hogy a siketek elvetik a süket, a néma, a jelbeszéd és a mutogat, mutogatás szavakat, amikkel a hallóknak semmi bajuk sincs, még akkor sem, ha más típusú fogyatékosságuk van.
A különböző típushoz tartozó fogyatékosok nem tekintik sorstársnak egymást, sőt hangsúlyozzák, hogy különböznek, és nem szeretik, ha mások összetévesztik a különböző állapotokat. Ez szóhasználatukban is megjelenik.

## Képzés, rehabilitáció, munka
A fogyatékos gyerekek hagyományosan bentlakásos intézményekben, gyógypedagógiai iskolákban tanulnak, ahol amellett rehabilitációban is részesülnek. Ezek az iskolák típus és terület szerint szerveződnek. A cél ezzel szemben az integrált oktatás megvalósulása lenne, ahol ép és fogyatékos gyerekek megfelelő szakmai és módszertani körülmények között együtt tanulhatnak. Ez nagyban javítaná a fogyatékos gyermekek továbbtanulási esélyeit, illetve későbbi munkaerőpiaci lehetőségeiket.
A fogyatékos emberek nagy része ki van zárva a nyílt munkaerőpiacról, és/vagy segélyből/rokkantnyugdíjból kénytelen megélni, vagy úgynevezett védett munkahelyeken dolgozik. A fogyatékosok nagy része a munkaerőpiacról való kiszorítottság miatt szegénységben él, vagy éppen nyomorog. Az ő helyzetüket a nemzetközi jogi normákkal összhangban integrált munkahely lehetőségek javítanák.